# Lista de prefeitos de Mulungu do Morro
Esta é a lista de prefeitos do município de Mulungu do Morro, estado brasileiro da Bahia.
| Nº | Nome                                                         | Imagem                              | Partido                                          | Vice-prefeito e partido                              | Início do mandato      | Fim do mandato                          | Observações                                |
| 1  | Daniel Francisco de Souza                                    |                                     |                                                  | Pedro Veríssimo                                      | 1° de janeiro de 1990  | 31 de dezembro de 1992                  | Primeiro prefeito da história do município |
| 2  | Mário de Souza Verde (Iraquara, 25.09.1954–)                 |                                     |                                                  | Rufino Boaventura                                    | 1° de janeiro de 1993  | 31 de dezembro de 1996                  | Prefeito eleito em sufrágio universal      |
| 3  | Amauri Saldanha de Lucena (Barra do Rio Grande, 27.11.1957–) |                                     | Partido Progressista Brasileiro PPB              | Eliçon Souza Santos                                  | 1° de janeiro de 1997  | 31 de dezembro de 2000                  | Prefeito eleito em sufrágio universal      |
| 3  | Amauri Saldanha de Lucena (Barra do Rio Grande, 27.11.1957–) | Partido Progressista Brasileiro PPB | Ronilson Aureliano Barbosa                       | 1° de janeiro de 2001                                | abril de 2004          | Prefeito reeleito em sufrágio universal |                                            |
| 4  | Ronilson Aureliano Barbosa (Seabra, 20.06.1962–)             |                                     | Partido da Frente Liberal PFL                    | Não aplicável                                        | abril de 2004          | 31 de dezembro de 2004                  | Vice-prefeito que assumiu a titularidade   |
| 4  | Ronilson Aureliano Barbosa (Seabra, 20.06.1962–)             | Partido da Frente Liberal PFL       | Fredson Cosme Andrade de Souza (PFL)             | 1° de janeiro de 2005                                | 31 de dezembro de 2008 | Prefeito eleito em sufrágio universal   |                                            |
| 5  | Amauri Saldanha de Lucena (Barra do Rio Grande, 27.11.1957–) |                                     | Partido do Movimento Democrático Brasileiro PMDB | Mário de Souza Verde (PTB)                           | 1° de janeiro de 2009  | 31 de dezembro de 2012                  | Prefeito eleito em sufrágio universal      |
| 6  | Fredson Cosme Andrade de Souza (Canarana, 27.09.1975–)       |                                     | Partido Socialista Brasileiro PSB                | Maria Pereira de Almeida Neta Souza "Netinha" (PMDB) | 1° de janeiro de 2013  | 31 de dezembro de 2016                  | Prefeito eleito em sufrágio universal      |
| 6  | Fredson Cosme Andrade de Souza (Canarana, 27.09.1975–)       | Partido Socialista Brasileiro PSB   | Givanildo Gomes de Souza (PRP)                   | 1° de janeiro de 2017                                | 31 de dezembro de 2020 | Prefeito reeleito em sufrágio universal |                                            |
| 7  | Edimario José Boaventura (Mulungu do Morro, 03.06.1973–)     |                                     | Partido Socialista Brasileiro PSB                | Elseclei Alves Sales (PP)                            | 1° de janeiro de 2021  | 31 de dezembro de 2024                  | Prefeito eleito em sufrágio universal      |
| 8  | Acácio Teles dos Santos (Cafarnaum, 09.12.1983–)             |                                     | Movimento Democrático Brasileiro MDB             | José Pedro de Souza Araújo (AVANTE)                  | 1° de janeiro de 2025  | Atualidade                              | Prefeito eleito em sufrágio universal      |